# AQM (active queue management)
Pour les articles homonymes, voir AQM.
 (décembre 2016).
Si vous disposez d'ouvrages ou d'articles de référence ou si vous connaissez des sites web de qualité traitant du thème abordé ici, merci de compléter l'article en donnant les références utiles à sa vérifiabilité et en les liant à la section « Notes et références ».
L'active queue management, ou gestion active de file d'attente, est un ensemble de techniques utilisées pour traiter le problème de congestion dans les réseaux IP, tel que le réseau Internet. Ces techniques, telles que RED (random early detection) ou BLUE, permettent d'optimiser la gestion des files d'attente des routeurs qui constituent le réseau.